# (1912) Анубис
(1912) Анубис (англ. Anubis) — типичный астероид главного пояса, который был открыт 24 сентября 1960 года голландскими астрономами К. Й. ван Хаутеном, И. ван Хаутен-Груневельд и Томом Герельсом в Паломарской обсерватории в Германии и назван в честь египетского бога  Анубиса. 

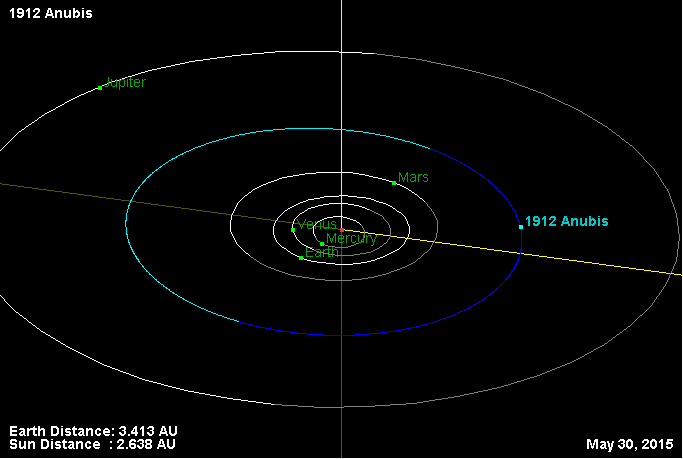
Орбита астероида Анубис и его положение в Солнечной системе